# Lingüística interna
La lingüística interna o microlingüística es el conjunto de las subdisciplinas de la lingüística que estudian los factores internos de las lenguas; contrasta con la macrolingüística, que incluye además subdisciplinas relacionadas con aspectos no estrictamente lingüísticos, tales como la sociolingüística, la antropología lingüística o la lingüística histórica. 
Dentro de la lingüística interna encontramos disciplinas como la fonología, la fonética, la lexicología y la gramática (morfología y sintaxis).
- La fonología es una disciplina que estudia los fonemas. Estudia los rasgos pertinentes que diferencian a un fonema de otro,(las características fónicas que los diferencian y por tanto les dan su naturaleza).
- La fonética es una disciplina que estudia la realización de los fonemas.
- La lexicología describe el plano léxico-semántico y observa cómo se clasifican y se agrupan las palabras.
- La gramática describe el plano morfosintáctico, las leyes de los sistemas morfológicos y sintácticos. Describe las clases gramaticales y cómo se combinan entre ellas.